# Daniel Treschnack
Daniel Treschnack lub Trzeschniak (ur. w Jaroměř) – prawdopodobnie czeski malarz czynny na Śląsku w latach 1718–1740. 
Urodził się w czeskim Jaromierzu. W 1718 roku uzyskał prawa miejskie w Pradze a rok później został członkiem tamtejszego cechu. Jego aktywność artystyczna notowana jest do 1740; pracował dla hr. Franza Antona Šporka w Kuks oraz w Pradze, we Wrocławiu, w Wiedniu, w Jeleniej Górze i w Wiener-Neustadt.

## Twórczość
Głównym tematem jego prac był portret; malował wizerunki mieszczan, szlachty oraz czeskiej arystokracji. Graficzne wersje jego portretów wykonywani ówcześni artyści. Malował również obrazy o tematyce religijnej, m.in. obraz do kościoła w Jaromierzu pt. Szymon i Judyta (1733).     
- Portret Therese Magdalene Hochberg – 1740, 82,2 × 68,7 cm, Muzeum Narodowe we Wrocławiu
- Portret A. C. Thebesiusa
- Portret Daniela von Buchs (1749)
- Portret pastora Ch. Kahla (1753)
- Portret Franza Arnolda Hermanna von Waldstein
- Portret Franza Antona Šporka (1721)
- Portret mężczyzny przy stoliku z listami (1738)
- Portret Franza Antona Grafa Sporcka[2]
- Portret Damy[3]